# Municipio de Jalapa (Tabasco)
El municipio de Jalapa es un municipio del estado mexicano de Tabasco, localizado en la región del río Grijalva y en la subregión de la Sierra. Su cabecera municipal es la ciudad de Jalapa y cuenta con una división constituida, además, por 13 ejidos, 44 rancherías, 4 poblados, 1 colonia rural y 2 fraccionamientos.
Su extensión es de 642.91km², los cuales corresponden al 2.6% del total del estado; esto coloca al municipio en el undécimo lugar en extensión territorial. Colinda al norte con los municipios de Centro y Macuspana, al sur con el municipio de Tacotalpa, al este con el municipio de Macuspana y al oeste con los municipios de Teapa y Centro.

## Toponimia
Su nombre proviene del vocablo náhuatl Xal-apan, que significa "rivera de arena".

## Historia
En 1524 en su viaje a las Hibueras (hoy Honduras), Hernán Cortés y Bernal Díaz del Castillo, mencionan en sus crónicas que pasaron por poblaciones llamadas: Zagoatán o Zagoastempan, Astapa y Jaguacapa, de hecho, se cree que es muy probable que la población de Zagoatán haya estado ubicada en donde ahora se encuentra la ciudad de Jalapa, cabecera de este municipio.

"...siendo ya de noche llegó el español que había ido río arriba hasta el pueblo de Zagoatán con hasta sesenta indios de los naturales de él, y me dijo como el dejaba abierto el camino por esa parte (...) Y yo seguí por el camino que los naturales habían abierto; y aunque con trabajo de algunas ciénegas y mucha agua que llovió aquel día llegué a la dicha población de Zagoatán, a un barrio de ella, que aunque el menor, había en él más de doscientas casas..."Hernán Cortés "Quinta Carta de Relación"

Según el historiador Manuel Gil y Sáenz, en el año de 1614 por órdenes del Alcalde Mayor de Tabasco, se inició la construcción de iglesias, casas reales y pasos reales en diversas cabeceras y pueblos, entre los que aparece la ciudad de Jalapa.
En el año de 1677, las fuerzas tabasqueñas hacen frente y derrotan en Astapa a los corsarios ingleses que se dirigían a atacar la capital de la provincia, cuya sede se había trasladado a Tacotalpa de la Real Corona.
Hacia 1700 la villa de Jalapa era una de las poblaciones más importantes de la provincia y se le procuraba embellecimiento, esto debido a que era paso obligado de quienes se dirigían a Tacotalpa de la Real Corona, capital del estado.
En 1833 se desató en el estado de Tabasco la epidemia del "cólera morbo" azotando terriblemente al estado, el municipio de Jalapa, no escapa a esto, y su población se ve diezmada considerablemente.
En la lucha contra los invasores franceses, en 1863, las tropas al mando del coronel Lino Merino y los hermanos José María y Rosario Bastar Sozaya, toman el pueblo de Jalapa.
En 1873, en este municipio se instala por primera vez en el estado un ingenio azucarero que contaba con una maquinaria que era movida por vapor.
En diciembre de 1883, según la ley orgánica de división territorial del estado, Jalapa es uno de los 17 municipios de la entidad.

## Personas destacadas
- Alonso Felipe de Andrade: (1667–1717) Militar. Fue el primer tabasqueño en ser Alcalde Mayor de la provincia de Tabasco, de 1704 a 1708. En mayo de 1704, comandó a las fuerzas tabasqueñas en la expulsión de los piratas de la laguna de Términos. En 1717 encabezando a las fuerzas tabasqueñas y veracruzanas, expulsó a los piratas de la isla de Tris.

- Francisco Javier Santamaría: (1886–1963) Abogado, maestro, político y lingüista. Fue gobernador del estado durante el sexenio 1947 – 1952.

- José Jesús Andrade Blanco: (1886–1963) Primer presidente municipal en 1917.

- Régulo Torpey Andrade: (1893–1971) Educador. Fundador de la Cruz Roja tabasqueña.

- Matías Pipino Piedra: (1851–1915) Educador y político.

- Eurípides Heredia: (1896–1971) Escultor y escritor.

- Jesús Antonio Sibilla Zurita: (1922–1989) Periodista radiofónico, fundador del programa "Telerreportaje".

## Población
Según los principales resultados del II Conteo de Población y vivienda 2005 del INEGI, el municipio cuenta con 24 564 habitantes, de los cuales, el 50.71% (12 675) son mujeres y el 49.29% (11 889) son hombres.

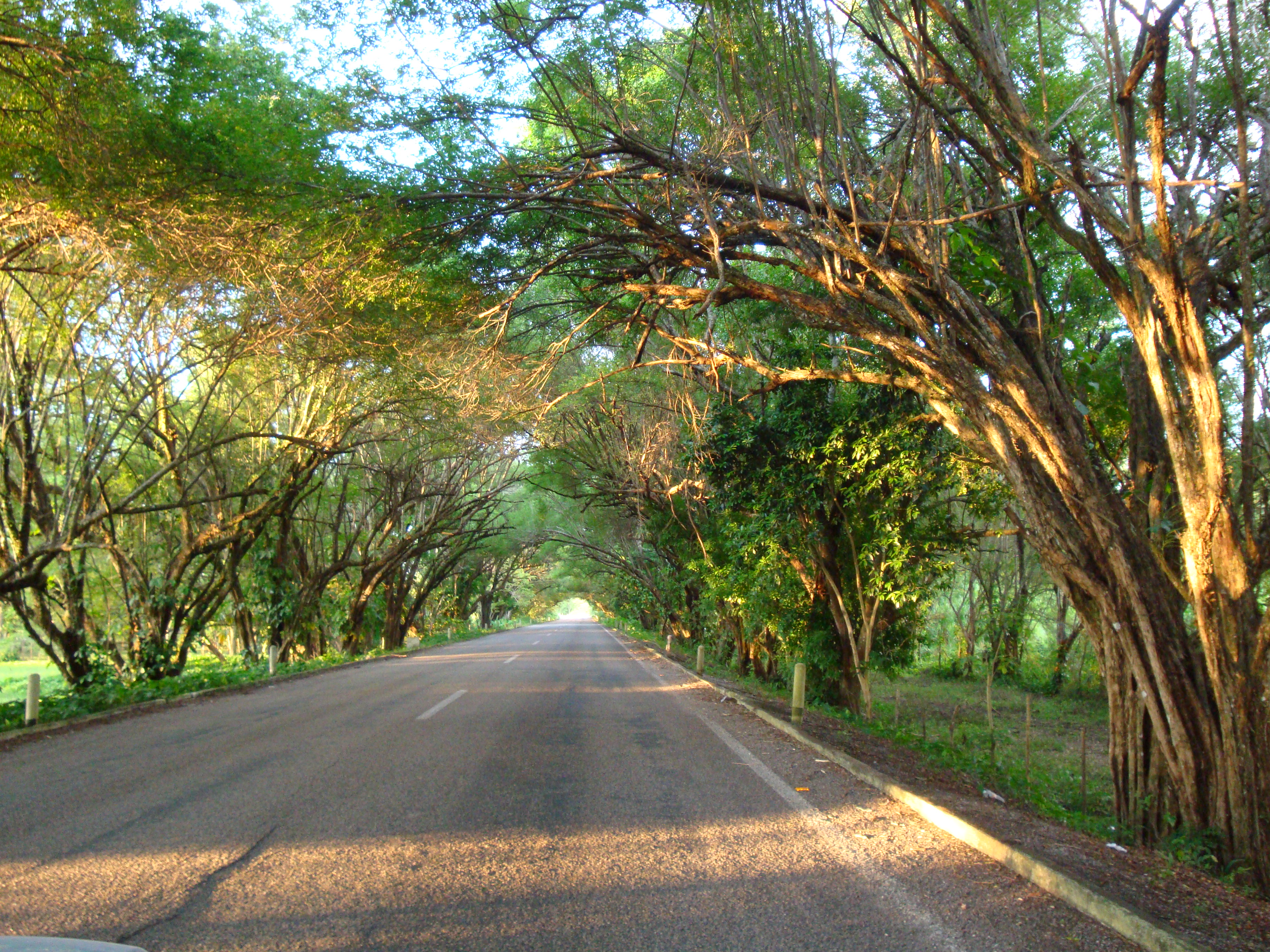
Túnel vegetal en la carretera Jalapa-Villahermosa, municipio de Jalapa.

## Geografía

### Orografía
La mayor parte de la superficie municipal es planicie, encontrándose una zona de pequeños lomeríos al noreste, en los límites con los municipios de Macuspana y Centro.

### Hidrografía
Los principales cuerpos de agua están representados por los ríos Tacotalpa que al pasar por el municipio adopta el nombre de río de la Sierra, recibiendo como afluentes a los ríos de Teapa y Puyacatengo, otro que atraviesa el municipio es el río Puente Grande.
El río Teapa en la zona noreste sirve de límite natural con el municipio de Centro, y el río San Cristóbal, en la parte noroeste, sirve de límite con el municipio de Macuspana.
Cuenta con varios arroyos y tres lagunas que hacen una extensión aproximada de 450 hectáreas.

### Fauna
La fauna del municipio está conformado por:
Mono aullador, mono araña, tepescuintle, armadillo, paloma, conejo, nutria, pijije, garza blanca, pea, tucán, chachalaca, gavilán, toloque, nauyaca, garrobo, iguana, cocodrilo y sauyan que son especies que se encuentran en peligro de extinción.
También la conforman: tlacuache, zorrillo, ardilla, zanate, zopilote, que son especies que no están en peligro o amenaza. Está también el mono zarahuato que se encuentra en gran parte del Estado.

## Economía
La economía de Jalapa está basada en su mayor parte por las actividades ganaderas y el comercio a microescala. La población económicamente activa de Jalapa se emplea mayormente en el H. Ayuntamiento municipal o en trabajos de medio tiempo o tiempo completo en la capital del estado, Villahermosa.

### Sector primario
La actividad agrícola en el municipio está destinada a la producción de granos básicos y frutales.
En 1997 la superficie sembrada fue de 2121 ha, de esa superficie el cultivo de maíz fue de 1598 ha cifra que representó el 75.34 % de total de la superficie y en poco arroz con 561; el sorgo con 90 ha y los frutales ocuparon 110 ha que representó el 5.15 % de la superficie.
La ganadería es otro sector importante en la economía local, esta actividad se practica de manera extensiva. Según datos del INEGI, en 1997 había 57 002 cabezas de bovino, 10 439 porcinos, 1854 ovinos, 5702 equinos y 88 670 aves de corral.

### Sector secundario
Hay pequeñas fábricas de queso, chile amashito curtido y las famosas pastas de frutas envueltas en joloche, que sin duda son la imagen del municipio.
También Jalapa es famoso por el rompope que se fabrica en la cabecera municipal.
En los últimos años, se ha dado gran impulso a la industrialización de la palma de aceite, sembrándose gran cantidad de hectáreas con esta palma e instalándose en el municipio una planta para la industrialización del aceite.

### Sector terciario
Existen tiendas de abarrotes, un supermercado, tiendas de ropa, muebles, calzado, refaccionarias, ferreterías, materiales para la construcción, veterinarias, farmacias. Todo para el consumo local.

## Turismo

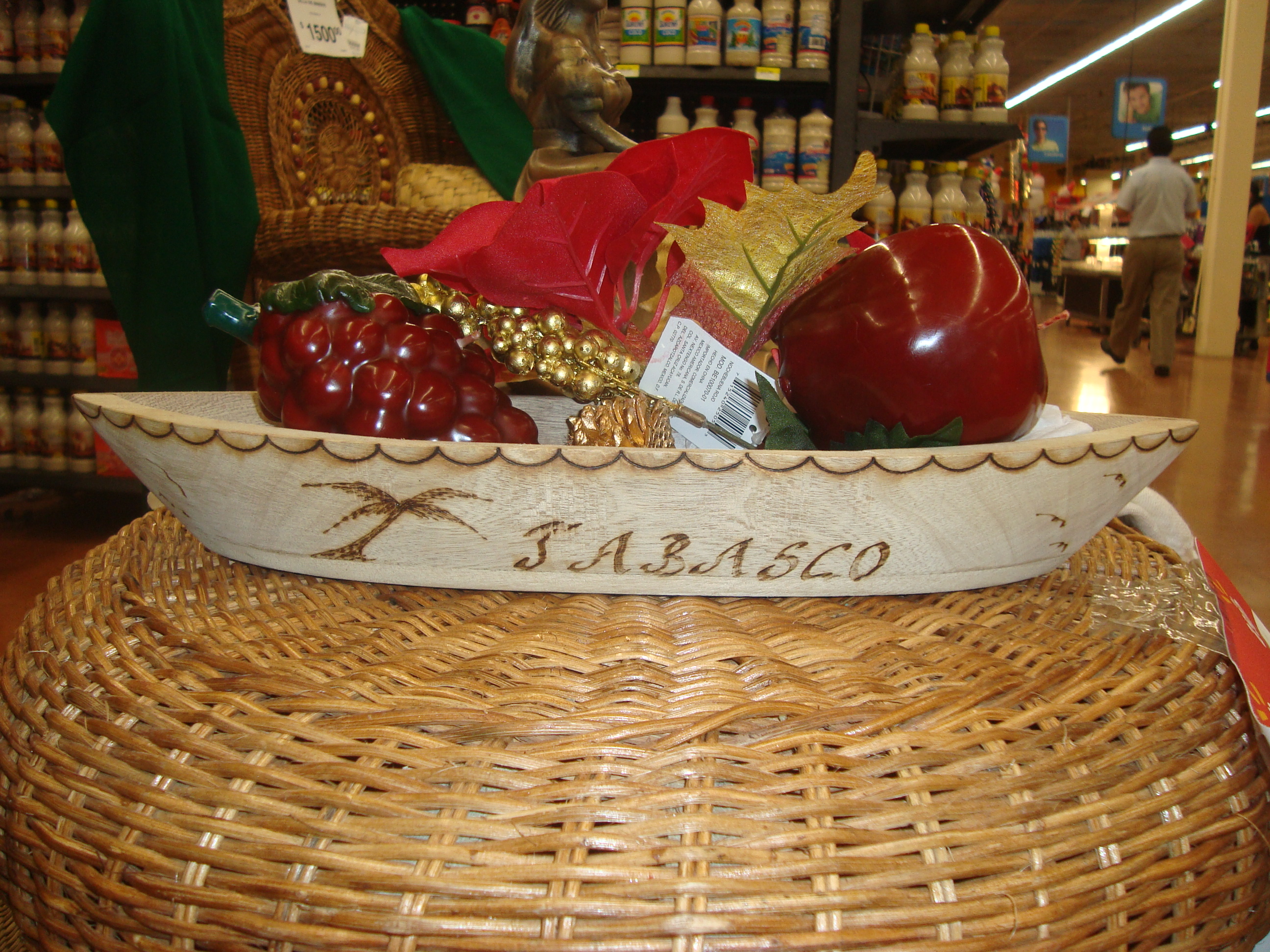
Cayucos de madera, artesanía típica del municipio de Jalapa.

EL municipio cuenta con algunos lugares de interés turístico. Lo más importante son sus artesanías entre las que destacan los famosos dulces en hoja de holoche y el rompope.
Durante la época de estiaje y en Semana Santa, los lugares más visitados son el "playón en Buena Vista" y la población de Astapa para bañarse en el río de la Sierra.

### Monumentos arquitectónicos
El municipio cuenta con la iglesia de Astapa en el poblado del mismo nombre, y la iglesia de la ciudad de Jalapa.

### Atractivos históricos
En la cabecera municipal se encuentran las estatuas de Francisco J. Santamaría, sobre la avenida del mismo nombre; y en la periferia de la ciudad la de Jesús Sibilla Zurita y Regulo Torpey Andrade;  En el pueblo Astapa se encuentra un busto de Eleuterio Pérez Andrade.
En el pueblo de Astapa existe en el parque principal de la localidad, un cañón que perteneció a un barco pirata y que recuerda el triunfo de los jalapanecos sobre los corsarios ingleses que azotaban la región.

## Fiestas y tradiciones

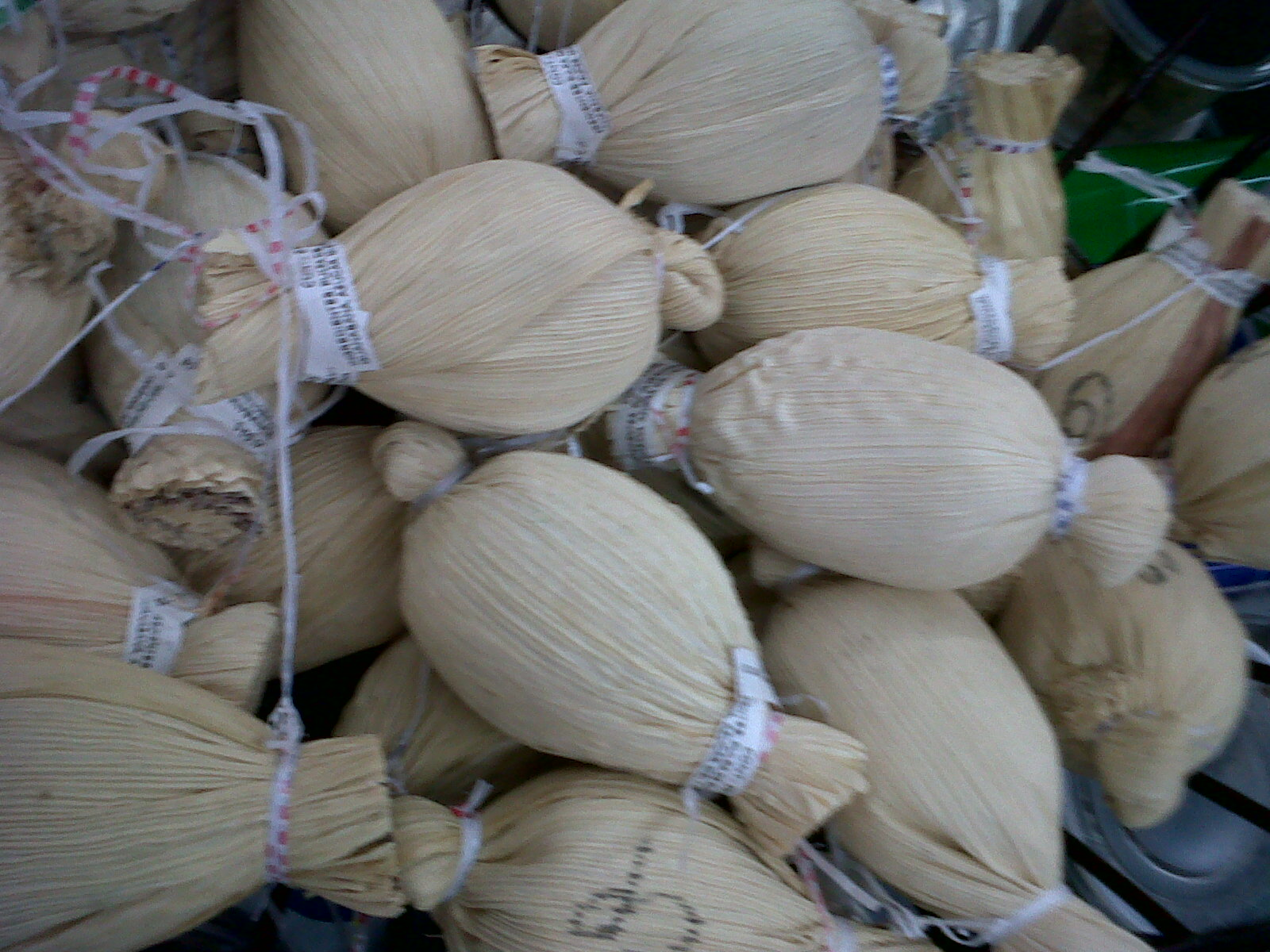
Dulce de camote con piña embuelto en "joloche". Dulce típico del municipio de Jalapa.

Música de viento, marimba y tamborileros.

### Fiestas
- Feria Municipal del 14 al 29 de junio, en donde asisten las comunidades del municipio para exponer sus productos.
- Fiesta de San Sebastián en el pueblo Jahuacapa el 20 de enero.
- Fiesta de Astapa 5° viernes de Cuaresma.

Artesanías
Se elaboran artesanías de madera, y figuras de barro, cinturones de piel, sillas para montar.
Trajes típicos
Las mujeres, falda larga floreada con bastante vuelo, blusa blanca de algodón con cuello bordado de flores en punto macizo; y los hombres, pantalón y camisa blanca de manta, paliacate rojo al cuello, sombrero chontal, morral, machete y bush.

## Gastronomía
Dentro de la gastronomía típica de Jalapa destacan los siguientes: Rica variedad de tamales, en especial de chipilín y maneas, carne salada y quesos. Deliciosos dulces de naranja, coco con piña y coco con camote, envueltos en hoja de maíz (joloche) y las bebidas como el pozol, refresco de marañón chocolate, polvillo, pinole, rompope casero y eskimos.

## Principales localidades
- Jalapa: Cabecera municipal, en ella se encuentran ubicados los principales edificios públicos del municipio y las representaciones estatales y federales. Las principales actividades son la prestación de servicios, la agricultura y la ganadería. La población aproximada es de 4,.236 habitantes, y tiene una distancia aproximada a la capital del estado de 45 km.

- Chichonal 1ra. sección: Sus principales actividades son la ganadería, la agricultura y el comercio. Es importante recalcar que esta comunidad tiene pozos petroleros denominados "Shishitos" que han detonado una derrama económica en contribución para el crecimiento en esta comunidad.

- San Juan el Alto 2ª sección: Las principales actividades son la ganadería y la agricultura. Su distancia de la cabecera municipal es de 21.5 km, y la población aproximada es de 1,403 habitantes.

- Benito González: Las principales actividades son la prestación de servicios, la ganadería y la agricultura. La distancia a la cabecera municipal es de 29 km, y su población aproximada es de 1,300 habitantes.

- Tequila 1ª sección: (La Aurora)  Las principales actividades son la ganadería y la agricultura. La distancia a la cabecera municipal es de 2.5 km, y su población aproximada es de 1270 habitantes.

- San Miguel Afuera: Las principales actividades son la ganadería y la agricultura. La distancia a la cabecera municipal es de 10 km, y su población aproximada es de 1755 habitantes.

- Aquiles Serdán 1ª sección: (El Barrial) Las principales actividades son la prestación de servicios, la ganadería y la agricultura. La distancia a la cabecera municipal es de 18.5 km, y su población aproximada es de 1350 habitantes.

- Astapa: Su principal actividad es la ganadería. La distancia a la cabecera municipal es de 10 km, y su población aproximada es de 1115 habitantes.

- Jahuacapa: Su principal actividad es la agricultura y el turismo.La distancia a la cabecera es de 4.7 km, y su población aproximada es de 786 habitantes.

- Ejido Montaña: Su principal actividad es la ganadería y la distribución del plátano macho. La distancia a la cabecera municipal es de 4 km y su población aproximada es de 800 habitantes.